# Hermbstaedtia spathulifolia
Hermbstaedtia spathulifolia är en amarantväxtart som först beskrevs av Adolf Engler, och fick sitt nu gällande namn av John Gilbert Baker. Hermbstaedtia spathulifolia ingår i släktet Hermbstaedtia och familjen amarantväxter. Inga underarter finns listade i Catalogue of Life.